# كارل هانسن (لاعب كرة قدم)
كارل هانسن (بالدنماركية: Karl Hansen)‏ هو لاعب كرة قدم دنماركي، ولد في 10 أكتوبر 1942 في Høje-Taastrup ‏ في الدنمارك.

## وصلات خارجية
- كارل هانسن (لاعب كرة قدم) على موقع قاعدة بيانات كرة القدم.إي يو (الإنجليزية)
- كارل هانسن (لاعب كرة قدم) على موقع ناشيونال فوتبول تيمز (الإنجليزية)